# Luisa Giuliana del Palatinato-Simmern
Luisa Giuliana di Wittelsbach-Simmern (16 luglio 1594 – 28 aprile 1640) è stata una nobile tedesca.

## Biografia
Era figlia di Federico IV Elettore Palatino e di Luisa Giuliana di Nassau. e sorella di Federico V Elettore Palatino e quindi cognata della principessa inglese Elisabetta Stuart, figlia di Giacomo I d'Inghilterra.
Venne destinata dal fratello Federico V Elettore Palatino a sposare Giovanni II del Palatinato-Zweibrücken, Elettore dal 1591 al 1635, che era rimasto vedovo di Caterina di Rohan nel 1607. Il matrimonio venne celebrato a Heidelberg nel 1612.
Diede al marito sette figli:
- Elisabetta Luisa Giuliana (Heidelberg, 16 luglio 1613-Herford, 29 marzo 1667), badessa a Herford;
- Caterina Carlotta (Zweibrücken, 11 gennaio 1615-Düsseldorf, 21 marzo 1651), che sposò Volfango Guglielmo del Palatinato-Neuburg;
- Federico (Zweibrücken, 5 aprile 1616-Nohefelden, 9 luglio 1661), succeduto al padre ed Elettore dal 1635 al 1661, sposò Anna Giuliana di Nassau-Saarbrücken;
- Anna Sibilla (Zweibrücken, 20 luglio 1617-Düsseldorf, 9 novembre 1641);
- Giovanni Ludovico (Zweibrücken, 22 luglio 1619-Zweibrücken, 15 ottobre 1647);
- Giuliana Maddalena (Heidelberg, 23 aprile 1621-Meisenheim, 15 marzo 1672), che sposò Federico Luigi del Palatinato-Zweibrücken;
- Maria Amalia (Zweibrücken, 19 ottobre 1622-Düsseldorf, 11 giugno 1641).

Il matrimonio servì a Giovanni II, che divenne così cognato di Federico V, per divenire nel 1612 deputato di Rodolfo II d'Asburgo.

## Ascendenze
|                                       |                                  |                                   | Genitori                            |  |  | Nonni |  |  | Bisnonni                    |  |  | Trisnonni                          |  |
|                                       |                                  |                                   |                                     |  |  |       |  |  | Federico III del Palatinato |  |  | Giovanni II del Palatinato-Simmern |  |
|                                       |                                  |                                   |                                     |  |  |       |  |  | Federico III del Palatinato |  |  | Giovanni II del Palatinato-Simmern |  |
|                                       |                                  | Beatrice di Baden                 |                                     |  |  |       |  |  | Federico III del Palatinato |  |  |                                    |  |
| Ludovico VI del Palatinato            |                                  |                                   |                                     |  |  |       |  |  | Federico III del Palatinato |  |  |                                    |  |
|                                       |                                  | Maria di Brandeburgo-Bayreuth     | Casimiro di Brandeburgo-Bayreuth    |  |  |       |  |  |                             |  |  |                                    |  |
|                                       |                                  | Maria di Brandeburgo-Bayreuth     | Casimiro di Brandeburgo-Bayreuth    |  |  |       |  |  |                             |  |  |                                    |  |
|                                       |                                  | Maria di Brandeburgo-Bayreuth     | Susanna di Wittelsbach              |  |  |       |  |  |                             |  |  |                                    |  |
| Federico IV del Palatinato            |                                  | Maria di Brandeburgo-Bayreuth     |                                     |  |  |       |  |  |                             |  |  |                                    |  |
|                                       |                                  | Filippo I d'Assia                 | Guglielmo II d'Assia                |  |  |       |  |  |                             |  |  |                                    |  |
|                                       |                                  | Filippo I d'Assia                 | Guglielmo II d'Assia                |  |  |       |  |  |                             |  |  |                                    |  |
|                                       |                                  | Filippo I d'Assia                 | Anna di Meclemburgo-Schwerin        |  |  |       |  |  |                             |  |  |                                    |  |
| Elisabetta d'Assia                    |                                  | Filippo I d'Assia                 |                                     |  |  |       |  |  |                             |  |  |                                    |  |
|                                       |                                  | Cristina di Sassonia              | Ernesto di Sassonia                 |  |  |       |  |  |                             |  |  |                                    |  |
|                                       |                                  | Cristina di Sassonia              | Ernesto di Sassonia                 |  |  |       |  |  |                             |  |  |                                    |  |
|                                       |                                  | Cristina di Sassonia              | Elisabetta di Baviera               |  |  |       |  |  |                             |  |  |                                    |  |
| Luisa Giuliana del Palatinato-Simmern |                                  | Cristina di Sassonia              |                                     |  |  |       |  |  |                             |  |  |                                    |  |
|                                       | Guglielmo I di Nassau-Dillenburg | Giovanni V di Nassau-Dillenburg   |                                     |  |  |       |  |  |                             |  |  |                                    |  |
|                                       | Guglielmo I di Nassau-Dillenburg | Giovanni V di Nassau-Dillenburg   |                                     |  |  |       |  |  |                             |  |  |                                    |  |
|                                       | Guglielmo I di Nassau-Dillenburg | Elisabetta d'Assia                |                                     |  |  |       |  |  |                             |  |  |                                    |  |
| Guglielmo I d'Orange                  | Guglielmo I di Nassau-Dillenburg |                                   |                                     |  |  |       |  |  |                             |  |  |                                    |  |
|                                       |                                  | Giuliana di Stolberg-Werningerode | Botho VIII di Stolberg-Werningerode |  |  |       |  |  |                             |  |  |                                    |  |
|                                       |                                  | Giuliana di Stolberg-Werningerode | Botho VIII di Stolberg-Werningerode |  |  |       |  |  |                             |  |  |                                    |  |
|                                       |                                  | Giuliana di Stolberg-Werningerode | Anna di Eppstein-Königstein         |  |  |       |  |  |                             |  |  |                                    |  |
| Luisa Giuliana di Nassau              |                                  | Giuliana di Stolberg-Werningerode |                                     |  |  |       |  |  |                             |  |  |                                    |  |
|                                       |                                  | Luigi III di Montpensier          | Luigi di Borbone-Vendôme            |  |  |       |  |  |                             |  |  |                                    |  |
|                                       |                                  | Luigi III di Montpensier          | Luigi di Borbone-Vendôme            |  |  |       |  |  |                             |  |  |                                    |  |
|                                       |                                  | Luigi III di Montpensier          | Luisa di Borbone-Montpensier        |  |  |       |  |  |                             |  |  |                                    |  |
| Carlotta di Borbone-Montpensier       |                                  | Luigi III di Montpensier          |                                     |  |  |       |  |  |                             |  |  |                                    |  |
|                                       |                                  | Jacqueline de Longwy              | Giovanni IV di Longwy               |  |  |       |  |  |                             |  |  |                                    |  |
|                                       |                                  | Jacqueline de Longwy              | Giovanni IV di Longwy               |  |  |       |  |  |                             |  |  |                                    |  |
|                                       |                                  | Jacqueline de Longwy              | Giovanna d'Angoulême                |  |  |       |  |  |                             |  |  |                                    |  |
|                                       |                                  | Jacqueline de Longwy              |                                     |  |  |       |  |  |                             |  |  |                                    |  |